# Swedenborggymnasiet
Swedenborggymnasiet är en gymnasieskola i centrala Trollhättan som tidigare höll i Omvårdnadsprogrammet för både gymnasie- och KomVuxelever samt Individuella programmet. Numera är all Trollhättans KomVuxverksamhet flyttad dit och omvårdnadsprogrammet flyttat till Nils Ericssongymnasiet.
I dag hyr även skolan Trollhättans Praktiska Gymnasium rum i byggnaden.